# Veli-Matti Lindström
Veli-Matti Olavi Lindström (* 15. November 1983 in Nastola) ist ein ehemaliger finnischer Skispringer. Er lebt in Lahti und startete für den Verein Lahden Hiihtoseura.

## Werdegang
Lindström begann 1988 im Alter von vier Jahren mit dem Skisport. 1995 wurde er als Zwölfjähriger in den Kader der Nationalmannschaft berufen und debütierte schließlich am 1. Januar 1999 im Alter von 15 Jahren beim Neujahrsspringen in Garmisch-Partenkirchen im Skisprung-Weltcup. Im selben Jahr gewann er im Einzel Bronze und mit der finnischen Mannschaft Silber bei der Junioren-Weltmeisterschaft im österreichischen Saalfelden am Steinernen Meer. Bei den 2000 im slowakischen Štrbské Pleso wurde er mit der finnischen Mannschaft Dritter im Teamwettbewerb. Es dauerte jedoch noch bis zum 24. November 2000, bis er in Kuopio seine ersten Weltcuppunkte errang.
Lindström wurde in der Saison 2000/01 finnischer Meister und später im polnischen Karpacz sogar Junioren-Weltmeister im Einzel und mit der Mannschaft. Zudem erreichte er den 5. Platz auf der Normalschanze. Im selben Jahr errang er seinen ersten Podestplatz beim Skiflug-Wettkampf in Oberstdorf, als er den 2. Platz belegte. Beim Skifliegen in Planica konnte er mit der Mannschaft seinen ersten Weltcupsieg feiern, den Gesamtweltcup beendete er auf dem 18. Rang.
In der Saison 2001/02 konnte er, ebenfalls mit der Mannschaft, Siege auf der Großschanze in Lahti und erneut beim Skifliegen in Planica erringen. Er nahm zudem an den Olympischen Winterspielen in Salt Lake City teil, belegte im Einzelwettkampf von der Normalschanze den 5. Platz und errang mit der Mannschaft die Silbermedaille hinter dem deutschen Team. Bei der Skiflug-Weltmeisterschaft in Harrachov belegte er im Einzel den vierten Rang. Sein bestes Einzelresultat der Saison war ein 3. Platz in Willingen. Den Gesamtweltcup 2001/2002 beendete er auf Rang 19.
Auch in der Saison 2002/03 gewann er wieder das Skifliegen mit der Mannschaft in Planica und wurde 22. im Gesamtweltcup. Zudem hätte er am selben Tag, an dem sein Teamkollege Matti Hautamäki in Planica den damaligen Skiflug-Weltrekord von 231 Metern aufstellte, diesen beinahe überbieten können, jedoch musste Lindström nach seiner Landung bei 232,5 Metern in den Schnee greifen. Im Sommer 2003 errang er zudem zwei dritte Plätze im Sommer-Grand Prix, den er auf dem achten Gesamtrang abschloss.
Die Saison 2003/04 begann für den Finnen mit zwei dritten Plätzen beim Nordic Opening in Kuusamo, zudem konnte er auch beim dritten Wettkampf der Vierschanzentournee in Innsbruck mit dem zweiten Rang einen Podestplatz erkämpfen. Bei der Skiflug-Weltmeisterschaft in Planica errang er die Silbermedaille im Teamspringen. Seine beste Weltcupsaison beendete der Finne auf dem 15. Gesamtrang.
Vor der Saison 2005/06 verletzte er sich schwer und kam in der Saison nur im Skisprung-Continental-Cup zum Einsatz. Beim letzten Springen der Saison in Planica gehörte er zum finnischen Kader, konnte sich aber nicht für den Wettkampf qualifizieren.
Die Saison 2006/07 begann für Lindström mit einem überraschenden 4. Rang in Kuusamo, worauf Lindström wieder einen Platz im finnischen Weltcup-Team bekam. Diesen Platz verlor er jedoch nach unzureichenden Ergebnissen Mitte der Saison 2007/08.
In der Saison 2008/09 wurde der Finne zeitweise als sechster Mann im Weltcupteam eingesetzt, konnte aber mit seinen Resultaten nicht überzeugen.
Im Sommer 2009 gab Lindström über seine Homepage bekannt, schon seit längerer Zeit an einem verschleppten Infekt zu leiden, der ihm durch Atembeschwerden und einen auch im Ruhezustand erhöhten Puls das Training unmöglich machte. Zwar startete er zu Beginn der Wintersaison 2009/2010 beim Continental Cup in Rovaniemi, belegte dort jedoch den letzten Platz und sprang seitdem krankheitsbedingt keine Wettkämpfe mehr. Im Dezember 2009 gab er dann über den Blog auf seiner Homepage bekannt, die Antibiotika-Therapie sei erfolglos gewesen und niemand wisse wirklich, an was für einen Infekt er leide, jedoch würde die Therapie fortgesetzt und er befinde sich vorerst in einer Wettkampfpause.
Im Sommer 2010 nahm Lindström dann erstmals wieder an Wettkämpfen auf nationaler Ebene, dem sogenannten Finnjumping-Cup, teil. Vereinzelt tritt er seither auch wieder im Continental Cup an, in dem er im Februar 2011 im US-amerikanischen Iron Mountain zweimal in die Punkteränge sprang. Bei den finnischen Meisterschaften im September 2011 in Lahti konnte er mit der Mannschaft von Lahden Hiihtoseura den Teamwettbewerb gewinnen.

## Erfolge

### Weltcupsiege im Team
| Nr. | Datum            | Ort     | Typ           |
| --- | ---------------- | ------- | ------------- |
| 1.  | 13. März 2001    | Planica | Flugschanze   |
| 2.  | 9. Dezember 2001 | Villach | Normalschanze |
| 3.  | 2. März 2002     | Lahti   | Großschanze   |
| 4.  | 23. März 2002    | Planica | Flugschanze   |
| 5.  | 21. März 2003    | Planica | Flugschanze   |

### Continental-Cup-Siege im Einzel
| Nr. | Datum          | Ort           | Typ         |
| --- | -------------- | ------------- | ----------- |
| 1.  | 4. Januar 2001 | Bischofshofen | Großschanze |

## Statistik

### Weltcup-Platzierungen
| Saison  | Platz | Punkte |
| ------- | ----- | ------ |
| 2000/01 | 18.   | 277    |
| 2001/02 | 19.   | 274    |
| 2002/03 | 22.   | 295    |
| 2003/04 | 15.   | 476    |
| 2004/05 | 77.   | 008    |
| 2006/07 | 34.   | 130    |

## Erfolge

### Ungültig Weltrekord
| #         | Schanze                         | Ort     | Land      | Weite   | aufgestellt am | Rekord bis |
| --------- | ------------------------------- | ------- | --------- | ------- | -------------- | ---------- |
| Berührung | Velikanka bratov Gorišek (K185) | Planica | Slowenien | 232,5 m | 21. März 2003  | Ungültig   |

### Schanzenrekorde
| Schanze                     | Ort       | Land       | Weite   | aufgestellt am    | Rekord bis         |
| --------------------------- | --------- | ---------- | ------- | ----------------- | ------------------ |
| Gross-Titlis-Schanze (K120) | Engelberg | Schweiz    | 134,0 m | 15. Dezember 2001 | 15. Dezember 2001  |
| Bergiselschanze (HS130)     | Innsbruck | Österreich | 135,0 m | 31. August 2004   | 11. September 2005 |

## Privates
Lindström machte 2003 in Nastopoli sein Abitur. Neben dem Skispringen studiert er Sport mit Schwerpunkt Sportberatung in Vierumäki. Seit 2008 ist er mit der Kanutin Niina Huhta liiert.